# 黃調鼎
黃調鼎，字鹽梅，河南洛陽人。明末諸生。

## 生平
其姊為明福王朱由崧的妃子（孝哲簡皇后），早卒，葬洛陽。福王稱帝南京，追贈妃父爵位，以其長子黃九鼎襲，黃調鼎亦得到官職。福王選立後、妃，命令巡撫山陰祁彪佳家的少女嫁給黃調鼎。不久，南京城破，黃九鼎投降，馬士英挾福王母親恪貞仁壽皇后鄒氏至浙江。兵敗，太后匿山陰民家，黃調鼎只好走去依靠祁氏。朱由崧在京師遇害，求得其柩，載歸洛陽，葬故妃園。迎恪貞仁壽皇后鄒氏奉養，至卒，葬福恭王園。
之後，黃調鼎放棄明諸生，不出仕。